# Донченко, Андрей Васильевич
Андрей Васильевич Донченко (5 июня 1911, с. Троицкое, Троицкая волость, Петропавловский уезд, Акмолинская область, Российская империя — 3 декабря 1988, Петропавловск, Северо-Казахстанская область, Казахская ССР, СССР) — хозяйственный руководитель и общественный деятель, Герой Социалистического Труда (1971).

## Биография
Родился 5 июня 1911 года в селе Троицкое Петропавловского уезда Акмолинской области (ныне — Жамбылский район Северо-Казахстанской области).
До 1930 года работал плотником, с 1933 года строитель совхоза «Кзыл-Аскерский».
В 1933—1935 гг. служил в рядах Красной Армии на острове Русском в береговой охране. С 1935 года по 1938 год работал в Явленском отделении связи, затем в Ленинском районном комитете комсомола.
В 1940—1941 гг. работал помполитом по комсомолу совхоза «Тарангульский», в 1941—1942 гг. — парторг этого хозяйства, в 1942—1943 гг. — начальник политотдела совхоза «Кзыл-Аскерский».
В 1943 году по решению ЦК Компартии Казахстана был направлен директором совхоза «Приишимский» Северо-Казахстанской области и проработал в этой должности до 1973 года.
Указом Президиума Верховного Совета СССР «О присвоении звания Героя социалистического Труда передовикам сельского хозяйства Казахской ССР» от 8 апреля 1971 года за выдающиеся успехи, достигнутые в развитии сельскохозяйственного производства и выполнении пятилетнего плана продажи государству продуктов земледелия и животноводства удостоена звания Героя Социалистического Труда с вручением ордена Ленина и золотой медали «Серп и Молот».
Неоднократно избирался депутатом Верховного Совета Казахской ССР и членом ЦК Компартии Казахстана.
Награждён двумя орденами Ленина, орденом Трудового Красного Знамени, орденом «Знак Почета», многими медалями.
Отличник просвещения (1957), отличник здравоохранения Казахской ССР (1958).
С 21 августа 1972 года — на пенсии.
Скончался 3 декабря 1988 года в Петропавловске, похоронен на Старом православном кладбище Петропавловска.